# Undecano

O undecano (também chamado n-undecano ) é um alcano, parafina ou hidrocarburo saturado de corrente linear e cuja fórmula química é CH3-(CH2)9-CH3. É utilizado como sinal de alerta para várias formigas, tal como feromônio de trilha para as formigas de jardim. Usa-se como um atraente sexual suave para vários tipos de mariposas e baratas. Tem 159 isómeros.

## Síntese
Obtém-se por destilação fracionada do petróleo e por outros métodos de síntese de alcanos como a síntese de Corey-House ou as reações de acoplamento de compostos organometálicos, nas que um reativo de Gilman reage com um composto organohaluro (derivado halogenado).
Dimetilcuprato de Litio + 1-Iododecano → Undecano + Iodeto de Litio+ Metilcobre
(CH3-CH2)2CuLi + I-(CH2)9-CH3 → CH3-(CH2)9-CH3 + LiI + CH3Cu

## Propriedades
Por ser um alcano, é apolar e portanto insolúvel em água e solúvel em dissolventes orgânicos. Seu estado de agregação em temperatura ambiente é liquido. Sua pressão de vapor é baixa (0,56 mmHg a 25ºC) o que indica que é pouco volátil.
Arde com facilidade formando dióxido de carbono e água. Também reage a alta temperatura e em presença de luz visível ou ultravioleta com cloro, bromo ou iodo para dar derivados halogenados.
É relativamente tóxico por ingestão e penetração nas vias respiratórias e aparece como resíduo na indústria de acabados de madeira (tintas, pintura de poliuretano) e nas placas de gesso usadas em construção.
Pode provocar pele seca ou gretada, por exposição repetida.
Líquido e vapor inflamáveis, com temperatura de ignição de 220ºC.

## Derivados do undecano

### 1,1,9-tricloroundecano
O 1,1,9-tricloroundecano é um derivado triclorado do undecano pertencente ao grupo das parafinas cloradas cuja fórmula é:
Seu número de identificação CAS é 80365-39-5. Emprega-se como lubricante, fluido de corte, plastificante e refrigerante. Possui uma toxicidade elevada: tem possíveis efeitos cancerígenos (R40), de nível 3 segundo o Real Decreto 363/1995. É muito tóxico para os organismos aquáticos, e pode provocar a longo prazo efeitos negativos no meio-ambiente aquático (R50-53). Considera-se contaminante orgânico persistente (COP) e disruptor endócrino.